# Comité d'action politique
Pour les articles homonymes, voir PAC.
Aux États-Unis, un comité d'action politique (en anglais, political action committee ou PAC) est le nom communément utilisé pour désigner, indépendamment de sa taille, une organisation privée dont le but est d'aider ou au contraire de gêner des élus, ainsi que d'encourager ou de dissuader l'adoption de certaines lois. Les conditions qui déterminent si une organisation est classée comme PAC, sont fixées par la loi de l'État et par la loi fédérale. Ainsi, selon la loi sur les campagnes électorales fédérales (Federal Election Campaign Act), une organisation reçoit le statut de « comité politique » si elle reçoit des dons ou si elle effectue des dépenses au-delà de 1 000 dollars, et ceci dans le but d'influencer une élection fédérale.

## Fonctionnement
Lorsqu'un groupe d'intérêt souhaite s'impliquer directement dans le processus électoral, il crée alors un comité d'action politique. Ce PAC récolte et reçoit de l'argent de la part des membres du groupe de pression, ce qui lui permet, en fonction des intérêts du groupe en question, de contribuer financièrement à des campagnes politiques.
Les dons à destination des PAC fédéraux sont limités à 5 000 dollars par personne. Les entreprises et les syndicats ne peuvent pas contribuer au financement des PAC fédéraux, mais ils peuvent payer les frais administratifs d'un PAC avec lequel ils sont affiliés. Ils doivent alors solliciter la contribution des dirigeants, des actionnaires et de leur famille (dans le cas d'une entreprise) ou des membres syndiqués (dans le cas d'un syndicat). Les PAC « indépendants » c'est-à-dire ceux qui ne sont pas associés à une entreprise ou à un syndicat, ont donc uniquement la possibilité de payer leurs coûts administratifs grâce aux dons des citoyens.
Les PAC fédéraux qui soutiennent plusieurs candidats, sont limités dans le montant des dons qu'ils peuvent faire à d'autres organisations : 
- 5 000 dollars maximum par candidat et par élection. Les élections primaires, les élections générales et les élections spéciales sont comptabilisées séparément.
- 15 000 dollars par parti politique et par an.
- 5 000 dollars maximum par PAC et par an.

Selon la loi fédérale, les PAC ne sont pas limités dans leur capacité à dépenser de l'argent indépendamment d'une campagne électorale.
Même si les comités d'action politique sont, pour la plupart, considérés comme conservateurs ou progressistes - républicains ou démocrates - beaucoup ne sont pas partisans, ne favorisent aucun parti politique et se concentrent sur un sujet particulier plutôt que sur un parti.

## Super PAC
Depuis un arrêt de 2010 de la Cour suprême des États-Unis (Citizens United v. FEC), les plafonds de dons sont abolis pour les comités d'action politique réputés indépendants des partis politiques et des candidats aux élections. Ces comités sont appelés des Super PAC. 
Les Super PAC sont critiqués en ce sens qu'ils permettent de financer, indépendamment des candidats et avec des fonds quasi-illimités, des campagnes de dénigrement à très grande échelle. Pour montrer l'absurdité du système, lors de la campagne républicaine à l'élection présidentielle américaine de 2012, l'humoriste Stephen Colbert monte son propre Super PAC, le Colbert Super PAC, qui lève en peu de temps un million de dollars. Il finance alors des campagnes publicitaires totalement absurdes appelant à voter Rick Parry en lieu et place du candidat Rick Perry, ou pour Herman Cain alors que celui-ci s'est retiré de la course.
Le Mayday PAC est un super PAC créée par Lawrence Lessig dans le but d’aider à faire élire des candidats au Congrès des États-Unis afin de faire passer une réforme du financement des campagnes électorales.

## Rôle politique
Les PAC et surtout les Super PAC donnent à ceux qui les dirigent un pouvoir d’influence considérable sur la vie politique. Ainsi par exemple, le super Pac constitué par Donald Trump sous prétexte de financer les recours juridiques visant à contester les résultats de l'élection présidentielle lui permet d'exercer des pressions substantielles sur les sénateurs républicains car il menace ceux qui ne l'appuient pas de financer des candidats concurrents aux prochaines échéances électorales qui les concernent,,. La collecte de fonds réalisée à cette occasion dépasse les 250 millions de dollars.